# Клокочевац (Бјеловар)
Клокочевац је насељено место у саставу града Бјеловара, у Бјеловарско-билогорској жупанији, Република Хрватска.

## Историја
Почетком 20. века Клокочевац је припадао у световном и црквеном виду граду Бјеловару. Парохијска црква у Бјеловару посвећена је Св. Тројици (1793), при којој служи парох поп Јован Штековић протопрезвитер, родом из Српске Капелне. Српска деца су похађала 1905/1906. године комуналну школу у Гудовцу , а учио их је Гаврило Мамула.

## Становништво
На попису становништва 2011. године, Клокочевац је имао 828 становника.

## Попис 1991.
На попису становништва 1991. године, насељено место Клокочевац је имало 847 становника, следећег националног састава:
| Попис 1991.‍  | Попис 1991.‍  | Попис 1991.‍ | Попис 1991.‍ | Попис 1991.‍ |
| ------------ | ------------ | ----------- | ----------- | ----------- |
|              |              |             |             |             |
| Хрвати       | Хрвати       |             | 755         | 89,13%      |
| Срби         | Срби         |             | 65          | 7,67%       |
| Југословени  | Југословени  |             | 8           | 0,94%       |
| Албанци      | Албанци      |             | 1           | 0,11%       |
| Словенци     | Словенци     |             | 1           | 0,11%       |
| Чеси         | Чеси         |             | 1           | 0,11%       |
| неопредељени | неопредељени |             | 11          | 1,29%       |
| непознато    | непознато    |             | 5           | 0,59%       |
| укупно: 847  |              |             |             |             |